# Asanada sinaitica
Asanada sinaitica är en mångfotingart som beskrevs av Chamberlin 1921. Asanada sinaitica ingår i släktet Asanada och familjen Scolopendridae.
Artens utbredningsområde är Egypten. Inga underarter finns listade i Catalogue of Life.